# فرزاد اسماعیلی
فرزاد اسماعیلی (زاده ۲۵ دی ۱۳۵۰ سالومحله) سرتیپ ارتش جمهوری اسلامی ایران است، که در فاصله سالهای ۱۳۸۹ تا ۱۳۹۷ دومین فرمانده قرارگاه پدافند هوایی خاتم‌الانبیا بود. وی هم‌اکنون به‌عنوان مشاور و دستیار فرمانده کل ارتش جمهوری اسلامی ایران فعالیت می‌کند.

## زندگی‌نامه
فرزاد اسماعیلی در ۲۵ دی‌ماه سال ۱۳۵۰ در روستای سالومحله، شهرستان رودسر در استان گیلان زاده شد. تحصیلات ابتدایی و متوسطه را در شهرستان لاهیجان گذراند. او در خردادماه سال ۱۳۶۸ دیپلم رشته ریاضی فیزیک گرفت و در آزمون کنکور سراسری آن سال، با توجه به علاقه به نظامی‌گری، رشته مهندسی تکنولوژی فرماندهی و کنترل دانشگاه هوایی را برگزید و از ۱۶ دی ۱۳۶۸ وارد دانشگاه هوایی شد و در سال ۱۳۷۲ با مدرک کارشناسی فارغ‌التحصیل و با درجه ستوان دومی، فعالیت رسمی در ارتش جمهوری اسلامی ایران را آغاز کرد. وی در سال ۱۳۷۳ به گروه پدافند هوایی دزفول منتقل شد و به عنوان افسر آموزش ارزیابی عملیات رادار و جانشین رئیس عملیات رادار به فعالیت خود ادامه داد. او در سال ۱۳۸۰ به معاونت عملیات فرماندهی پدافند هوایی منتقل و رئیس دایره تمرینات مدیر آموزش عملیات شد.
اسماعیلی در سال ۱۳۸۲ به گروه پدافند هوایی آبدانان منتقل شد و در این گروه در مشاغل مختلف از جمله جانشین سایت رادار، فرمانده سایت، معاون عملیات گروه و جانشین گروه منصوب گردید و با انتقال به معاونت عملیات نهاجا در سمت مدیر ارزیابی عهده‌دار مسئولیت شد. وی در سال ۱۳۸۷ به معاونت عملیات قرارگاه پدافند هوایی خاتم‌الانبیا منتقل شد و در سمت مدیر رادار عهده‌دار مسئولیت گردید و از سال ۱۳۸۸ تا ۱۶ شهریور ۱۳۸۹ جانشین فرماندهی اطلاعات و شناسایی این قرارگاه بود.
اسماعیلی همچنین فرماندهی منطقه پدافند هوایی مرکزی (اصفهان) را در کارنامه خود دارد. وی در سال ۱۳۸۱ دوره عالی رسته‌ای و در سال ۱۳۸۶ دوره کارشناسی ارشد (دافوس آجا) را به پایان رساند. وی در سال ۱۳۸۹ از درجهٔ سرهنگی به سرتیپی ارتقای درجه یافت و بنا به پیشنهاد فرماندهی کل آجا و تصویب رهبر جمهوری اسلامی، طی حکمی به سمت فرماندهی قرارگاه پدافند هوایی خاتم‌الانبیا منصوب گردید. در تاریخ ۸ خرداد ۱۳۹۷ طی حکمی از سوی سید علی خامنه‌ای سرتیپ علیرضا صباحی‌فرد جایگزین اسماعیلی در فرماندهی این قرارگاه شد. او سپس به‌عنوان دستیار فرمانده کل ارتش ایران منصوب شد و همچنان در این سمت به فعالیت ادامه می‌دهد.

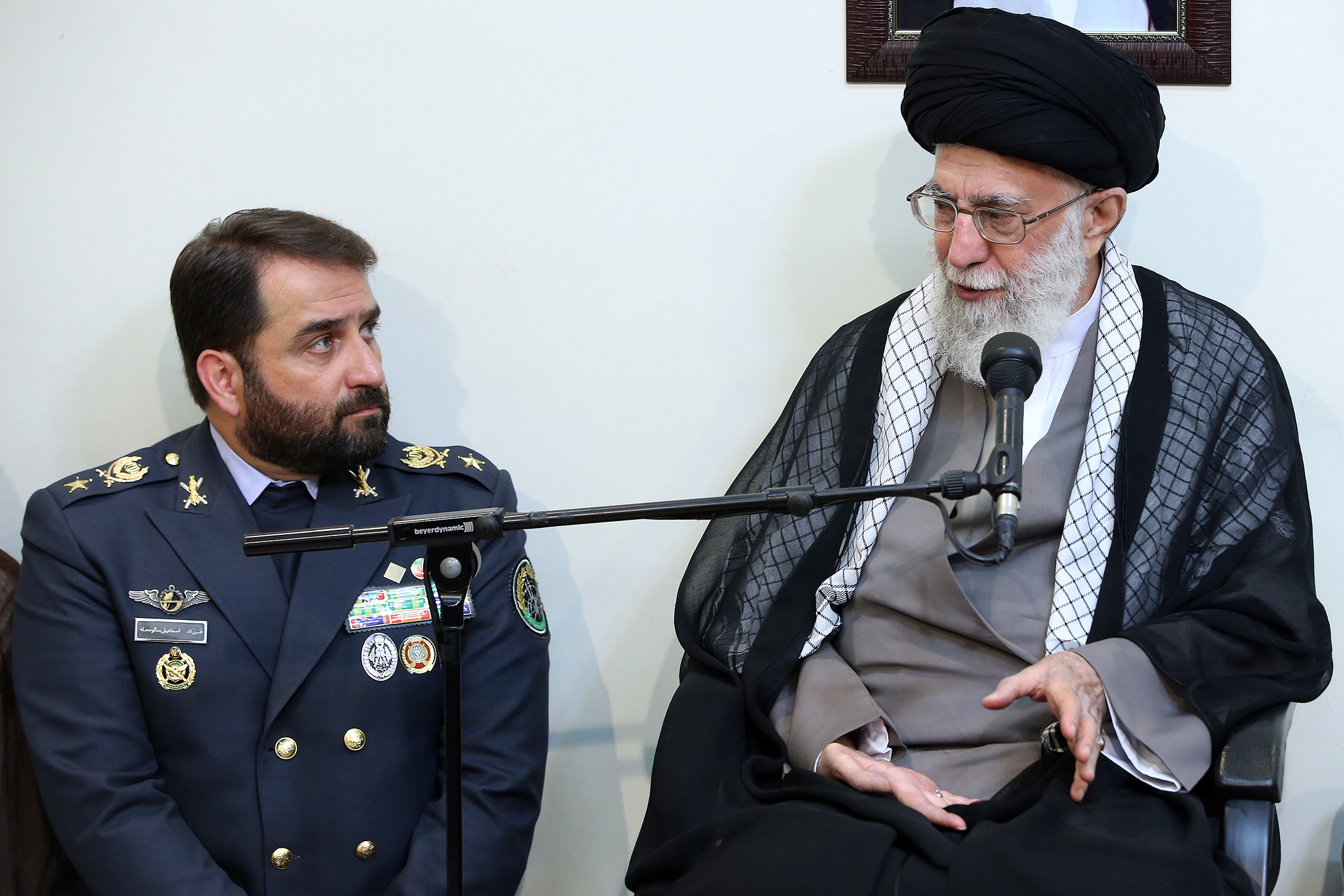
در دیدار با سید علی خامنه‌ای رهبر جمهوری اسلامی ایران

## جایزه‌ها و نشان‌های افتخار
این بخش شامل نشان‌ها و جایزه‌های رسمی امیر اسماعیلی است که بر روی لباس همسان او نصب می‌شود ولی جایزه‌های غیرنظامی و غیررسمی را دربر نخواهد گرفت.

### آرم‌ها
| دانشگاه فرماندهی و ستاد   | رسته کنترل شکاری و رادار |
| دانشگاه علوم و فنون هوایی | آجا                      |

### نوار نشان‌ها
|  |  |  |
|  |  |  |
|  |  |  |
|  |  |  |

### نام نشان‌ها
| دوره تخصصی          | نشان ورزش              |                        |
| دوره علوم استراتژیک | دوره کارشناسی ارشد     | دوره کارشناسی          |
| دوره دافوس          | دوره مقدماتی           | دوره عالی              |
| دوره‌های عرضی        | دوره دوم دانشگاه افسری | دوره اول دانشگاه افسری |